# Pomnik Poległych w Bitwie pod Grochowem
Pomnik Poległych w Bitwie pod Grochowem – pomnik, a zarazem wspólna mogiła uczestników bitwy o Olszynkę Grochowską z 25 lutego 1831 roku. Znajduje się w Warszawie w dzielnicy Praga-Południe – u zbiegu ulic Szerokiej i Traczy (na skraju rezerwatu przyrody Olszynka Grochowska). Wytyczona wzdłuż ul. Traczy aleja Chwały znajduje się w dzielnicy Rembertów. 

## Opis
Po upadku powstania listopadowego władze rosyjskie nie zezwalały na jakiekolwiek upamiętnianie miejsca bitwy. Las olchowy mocno ucierpiał w trakcie bitwy i został wycięty. Do lat międzywojennych dotrwała tylko jedna olcha, na której wisiała tabliczka z napisem o treści:

Jestem jedyną wnuczką bohaterów z 1831 r. Mam w sobie krew praojców, którzy tu padli. Ludzie nie rańcie mnie! Dajcie żyć jeszcze radością, że Polska wolna!

W czwartek 13 lipca 1916 ustawiono na jednej z wydm drewniany „krzyż z daszkiem, który łączy się z ramieniem jego, ma gwiazdę o 12 promieniach” upamiętniający bohaterów bitwy. Zaprojektował go Stefan Szyller, do Komitetu Organizacyjnego należeli: inź. Aleksander Około-Kułak (były prezes Komitetu Obywatelskiego w Wawrze), Aleksander Karwowski (ziemianin i przemysłowiec), dyr.  Antoni Wysocki i przemysłowiec Karol Geber.  W setną rocznicę zmagań krzyż wymieniono na metalowy oraz złożono akt erekcyjny budowy mauzoleum.
W roku 1936 w toku prac melioracyjnych znaleziono resztki broni, skrawki umundurowania oraz kości poległych w walce. Szczątki te złożono w krypcie zbudowanej przy krzyżu. Na krypcie znajduje się tablica ze słowami nawiązującymi do pomnika bohaterów bitwy pod Termopilami:

Przechodniu powiedz współbraciom,
Że walczyliśmy mężnie i umierali bez trwogi
Ale z troską w sercu o losy Polski,
Losy przyszłych pokoleń – o Wasze losy

Znajduje się tu również tablica z napisem o treści: Krwawy posiew na polach Grochowa, przeradzający się w potężny prąd siły odrodzeńczej Narodu w naszym pokoleniu wyda plon niepodległości Ojczyzny. Ku czci poległych w 1831 r. Bohaterskich Obrońców Ojczyzny. Zrzeszenie Własności Nieruchomości Koła Grochów 1932 r.

## Aleja Chwały

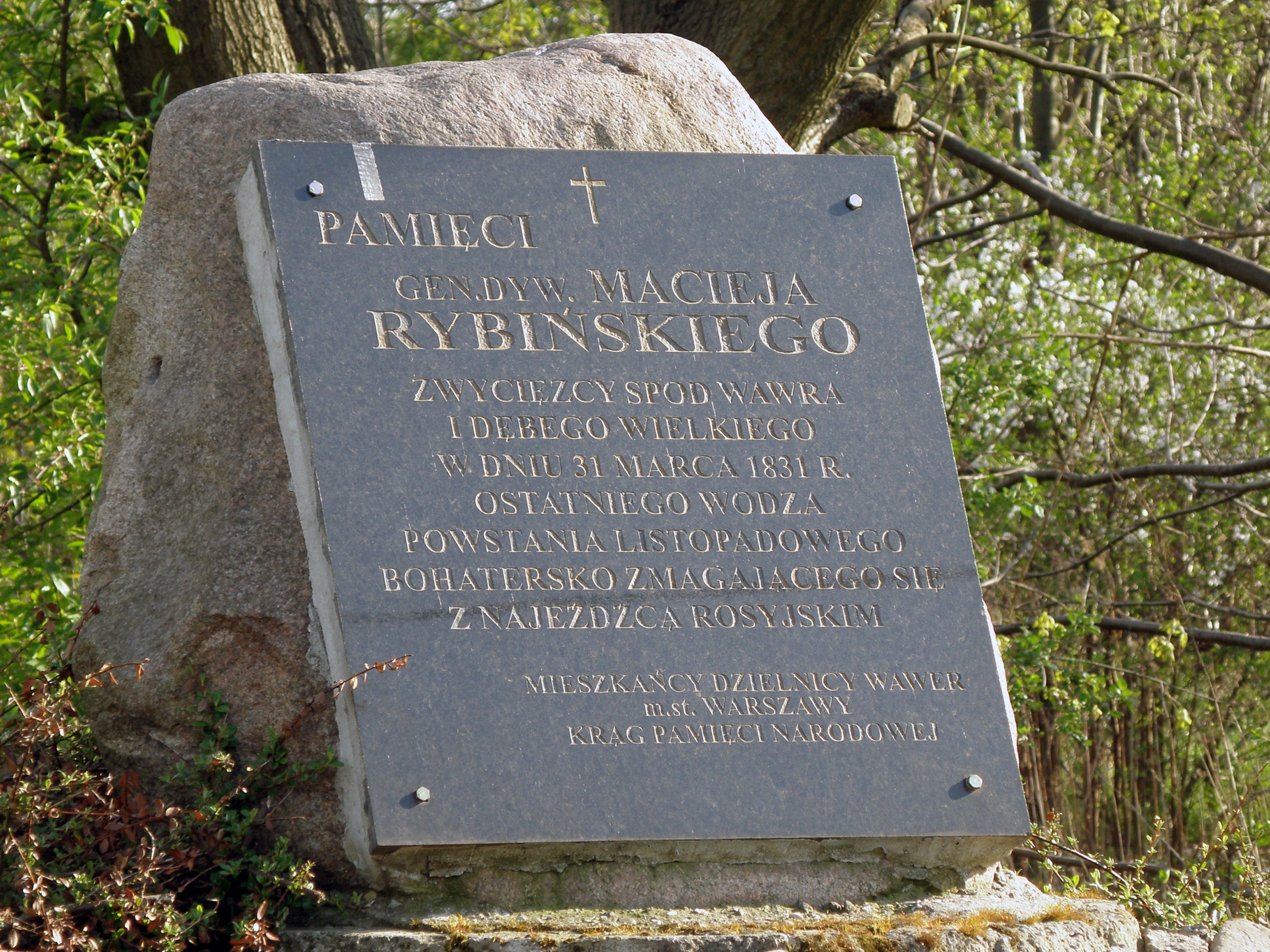
Głaz pamięci gen. dyw. Macieja Rybińskiego

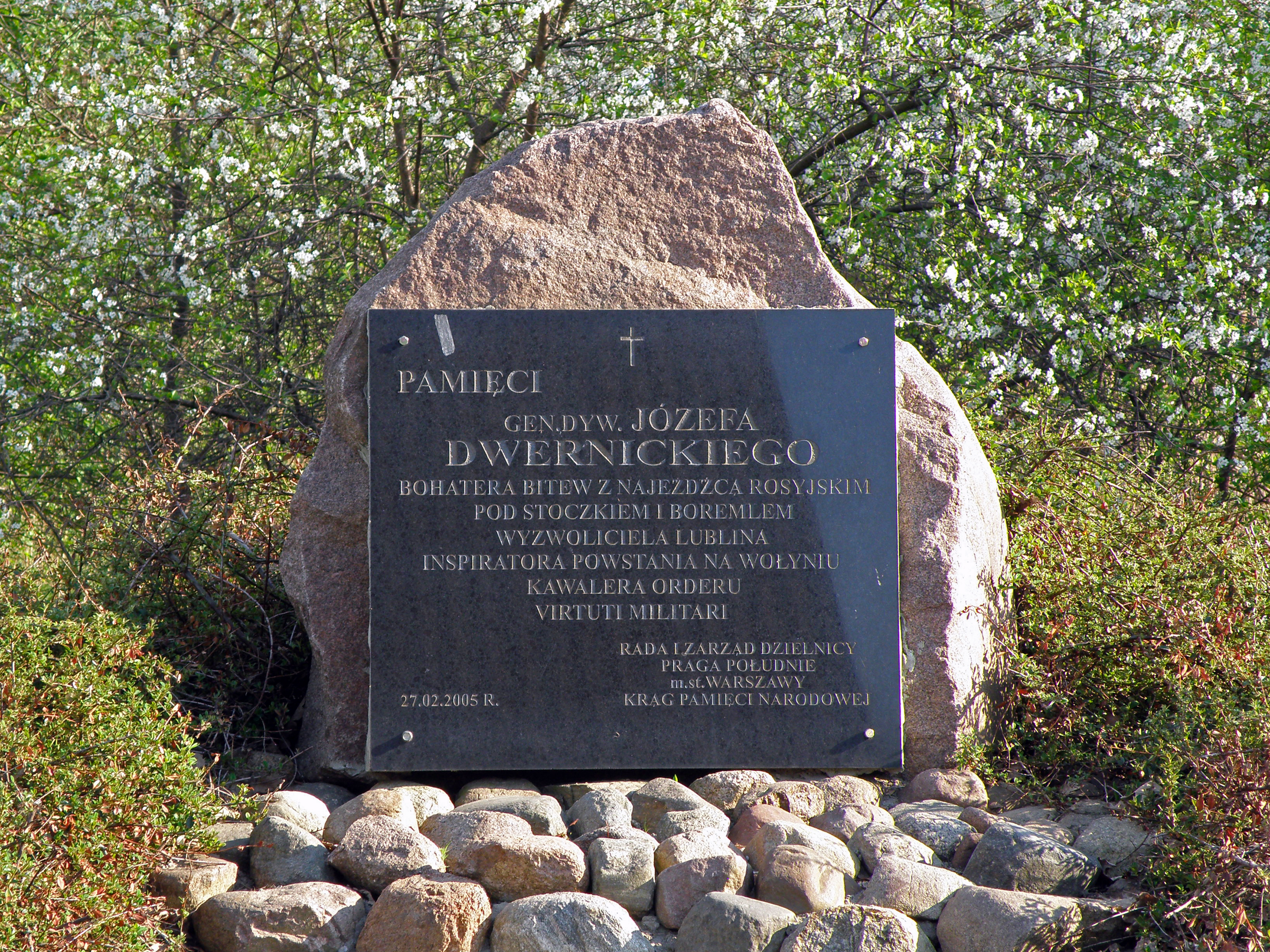
Głaz pamięci gen. dyw. Józefa Dwernickiego

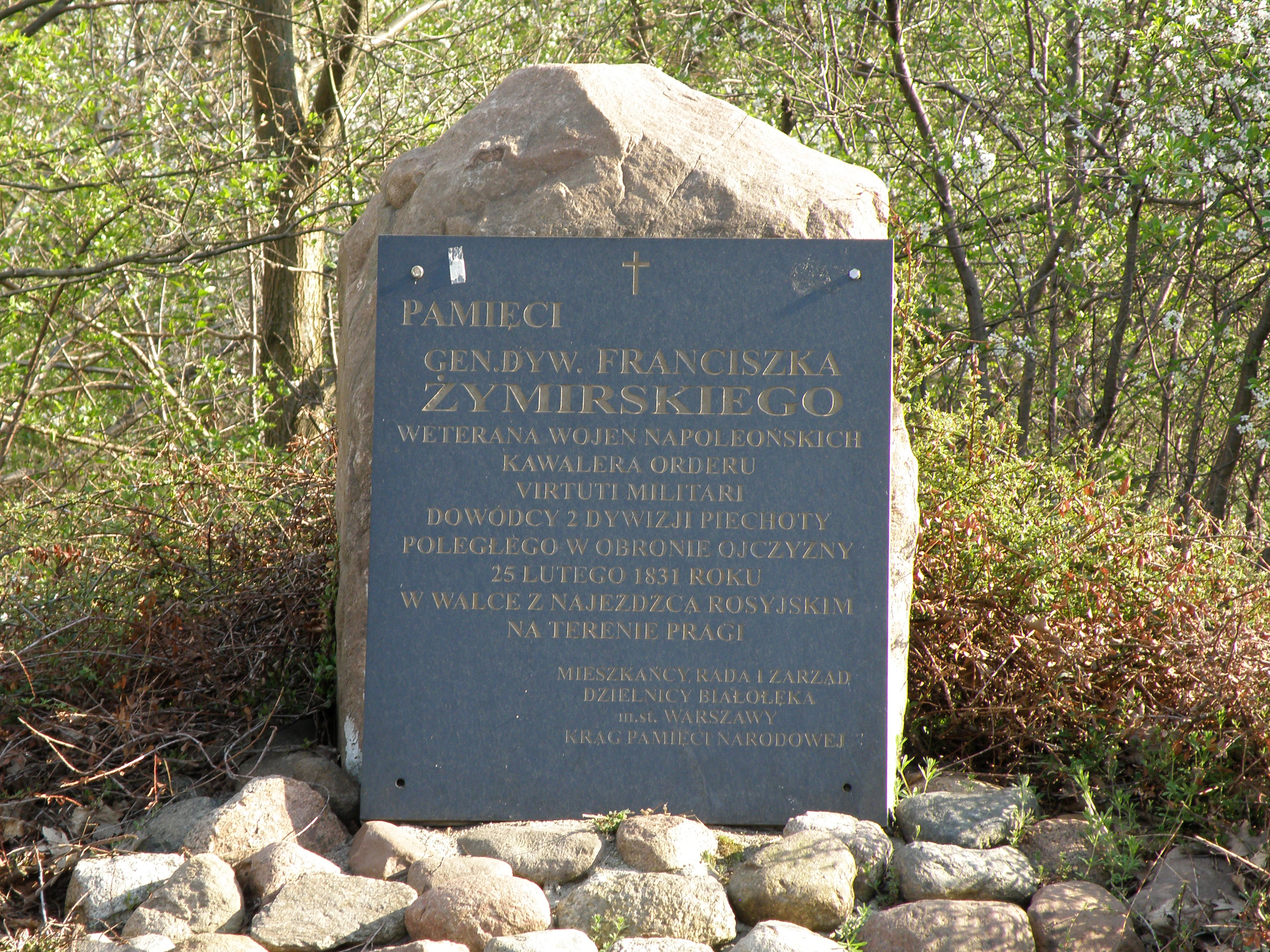
Głaz pamięci gen. dyw. Franciszka Żymirskiego

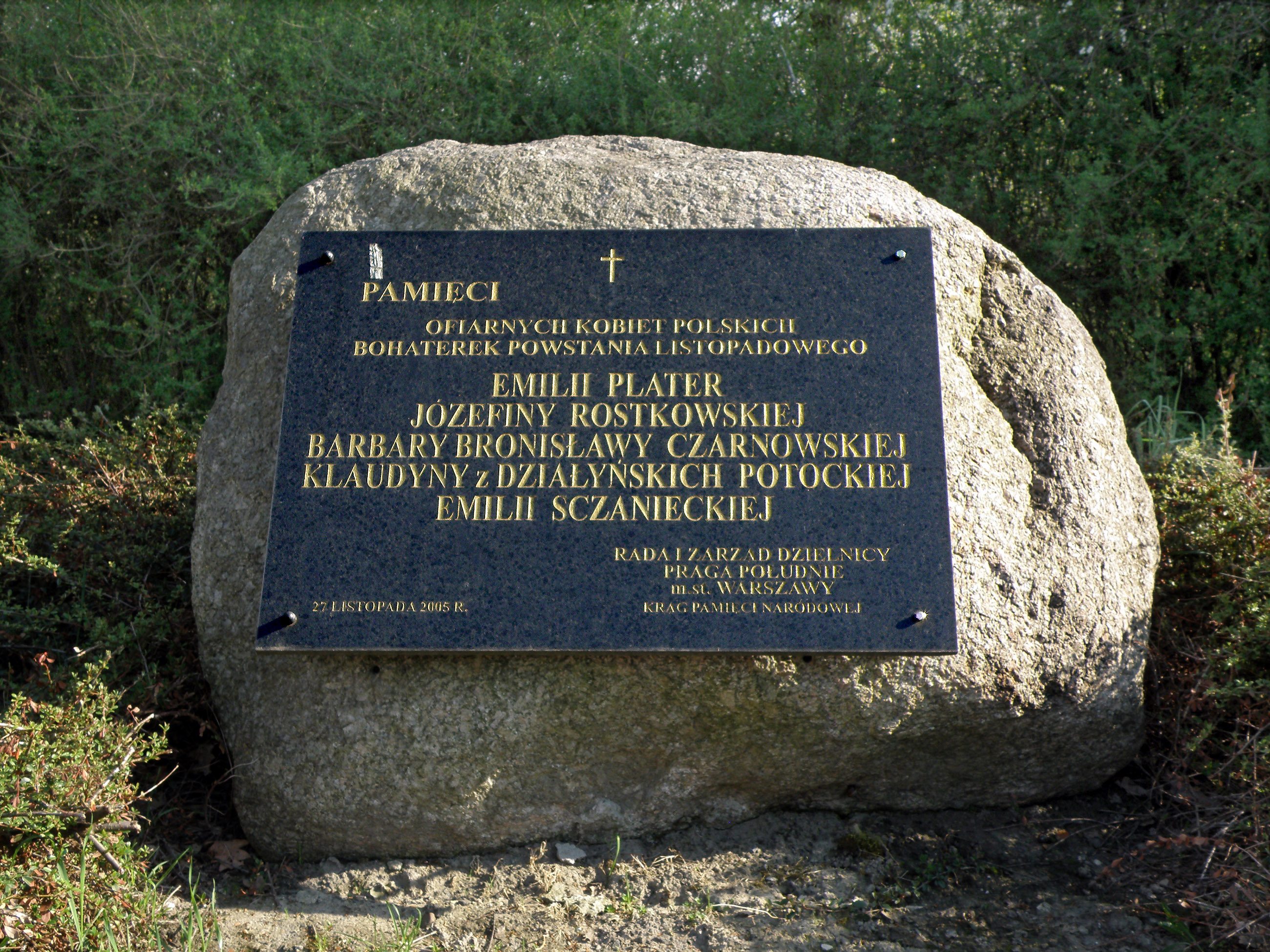
Głaz pamięci ofiarnych kobiet polskich, bohaterek powstania listopadowego

Wzdłuż ul. Traczy, znajdującej się w dzielnicy Rembertów i prowadzącej z Kawęczyna do powstańczej mogiły, w ostatnich latach powstaje aleja Chwały w postaci głazów z tablicami pamiątkowymi. Pierwsze kamienie położono w 1999. W roku 2008 w pobliżu pierwszej tablicy pamiątkowej została zbudowana kaplica filialna parafii św. Wacława. W tym samym miejscu znajduje się także Krzyż Obrońców Olszynki wraz z pomnikiem-figurą Matki Boskiej Fatimskiej, a także Dzwon Wolności. Dotychczas odsłonięto 32 tablice poświęcone pamięci:
- gen. Ludwika Bogusławskiego i IV Pułku Piechoty Liniowej
- gen. Ludwika Kickiego i Ułanów Grochowskich
- Sejmu Narodowego 1831 roku
- gen. Kazimierza Małachowskiego
- gen. Józefa Grzegorza Chłopickiego
- gen. Józefa Bema
- gen. Karola Kaczkowskiego
- gen. Ignacego Prądzyńskiego
- gen. Macieja Rybińskiego
- gen. Franciszka Żymirskiego
- gen. Józefa Dwernickiego
- płk Piotra Wysockiego
- gen. Henryka Dembińskiego
- gen. Piotra Szembeka
- gen. Jana Umińskiego
- Emilii Plater, Józefy Rostkowskiej, Barbary Bronisławy Czarnowskiej, Klaudyny Potockiej oraz Emilii Sczanieckiej
- mjr Waleriana Łukasińskiego
- braci Mycielskich (Ludwika, Józefa oraz gen. Michała Mycielskiego).
- kpt. Artura Zawiszy
- gen. Kazimierza Skarżyńskiego oraz gen. Henryka Milberga
- spiskowców belwederczyków: Ludwika Nabielaka, Józefa Zaliwskiego, Karola Szlegla, Feliksa Nowosielskiego, Janusza Swiętopełka Czertwertyńskiego, Wincentego Kobylińskiego, Aleksandra Swiętosławskiego, Karola Paszkiewicza, Edwarda Rottermunda, Rocha Rupniewskiego, Ludwika Orpiszewskiego, Walentego Nasierowskiego
- gen. Ludwika Michała Paca
- gen. Franciszka Sznajdego
- gen. Klemensa Kołaczkowskiego
- gen. Jana Skrzyneckiego
- gen. Józefa Sowińskiego
- obrońców twierdz w Modlinie i Zamościu: gen. Ignacego Hilarego Ledóchowskiego i gen. Jana Krysińskiego
- papieża Jana Pawła II
- ks. Wacława Karłowicza oraz Stefana Melaka[7]
- poetów – piewców powstania listopadowego:
  - Kazimierza Delavigne
  - Stefana Garczyńskiego
  - Juliusza Mosena
  - Adama Mickiewicza
  - Konstantego Gaszyńskiego
  - Aleksandra Odojewskiego
  - Wincentego Pola
  - Juliusza Słowackiego
  - Stefana Witwickiego
- jedna z tablic powstała w hołdzie rządowi narodowemu, marszałkowi sejmu, bohaterom wojny polsko-rosyjskiej 1830–1831 oraz zesłańcom i męczennikom spisku syberyjskiego:
  - Adamowi Jerzemu Czartoryskiemu
  - Wincentemu Niemojowskiemu
  - Joachimowi Lelewelowi
  - Władysławowi Tomaszowi Ostrowskiemu
  - Romanowi Sołtykowi
  - Stanisławowi Barzykowskiemu
  - Bonawenturze Niemojowskiemu
  - Janowi Ledóchowskiemu
  - Julianowi Niemcewiczowi
  - Teodorowi Morawskiemu
  - Gustawowi Małachowskiemu
  - Teofilowi Morawskiemu
  - Walentemu Józefowi Zwierkowskiemu
  - ks. Janowi Henrykowi Sierocińskiemu
  - Franciszkowi Szokalskiemu
  - Wincentemu Migurskiemu
- wszystkich bohaterów bitwy pod Olszynką Grochowską

Duży wkład w godne zagospodarowanie miejsca pamięci miał ks. Wacław Karłowicz. Pomagało mu Stowarzyszenie Krąg Pamięci Narodowej.
W 2012 roku wysunięto projekt usypania w tym miejscu 50-metrowego kopca, na szczycie którego proponowano ustawienie dawnych trzonów kolumny Zygmunta, leżących dziś przy Zamku Królewskim, na których miano by umieścić wyrzeźbione gniazdo z orłem zrywającym się do lotu. Od ulicy Chełmżyńskiej do kopca prowadzić miałaby Aleja Chwały z głazami upamiętniającymi historię Polski od potopu szwedzkiego do katastrofy smoleńskiej po bokach. Koszt realizacji projektu wynosiłby około 200 mln zł. W kopcu miałyby się znaleźć m.in. muzeum Powstania Listopadowego i kaplica, a na jego szczycie mieściłby się taras widokowy.